# Jersey Joe Walcott
Arnold Raymond Cream (31 de enero de 1914 - 25 de febrero de 1994), más conocido por su nombre de ring Jersey Joe Walcott, fue un boxeador estadounidense campeón mundial de la categoría del peso pesado 1951-1952.
Nació en Merchantville, Nueva Jersey, y era constantemente comparado con el antiguo campeón wélter Joe Walcott. De ahí su apodo "Jersey Joe". Walcott logró el título máximo a los 37 años con lo que se convirtió en el boxeador que se había coronado a mayor edad en la historia de la categoría de pesados. Su carrera profesional comprendió 72 peleas de las cuales ganó 53 (33 por KO), perdió 18 y empató 1. 

## Biografía
Debutó como profesional el 9 de septiembre de 1930 en una pelea contra Cowboy Wallace ganando por KO en el primer asalto. Tuvo que esperar 17 años y alcanzar un registro de 45 victorias, 11 derrotas y un empate para por fin lograr su primera oportunidad de pelear por el título. Durante esta época derrotó a boxeadores de renombre como Joey Maxim o Jimmy Bivins.
El 5 de diciembre de 1947, se convirtió en el boxeador de mayor edad en recibir su primera oportunidad de retar al campeón reinante en la categoría máxima. El desafío fue nada menos que ante el legendario Joe Louis. Walcott derribó al gran campeón en el primer asalto y lo volvió hacer en el cuarto. Sin embargo perdió la pelea de 15 asaltos por decisión dividida. La mayoría de comentaristas y observadores opinaron que Walcott mereció la victoria. Se acordó una pelea de revancha para el año siguiente la que fue ganada por Louis por KO en 11 vueltas.
El 22 de junio de 1949, Walcott tuvo otra oportunidad de pelear por el título, esta vez ante Ezzard Charles para cubrir la vacante dejada por el retiro de Louis. Charles ganó por decisión en 15 rondas. El 7 de marzo de 1951, volvió a enfrentar a Charles que nuevamente se impuso por el mismo resultado de la primera pelea. Pero el 18 de julio, en una rara veces vista quinta oportunidad, logró por fin el título mundial al vencer a Charles por Ko en 7 asaltos en Pittsburgh, a la edad de 37 años. 
Walcott retuvo el título en una defensa ante Charles, ganando por decisión en 15. Luego, el 23 de septiembre de 1952 perdió el título ante Rocky Marciano por KO en 13. Esta pelea es considerada como una de las mejores de todos los tiempos. Walcott estaba ganado a los puntos pero el famoso golpe de KO de Marciano, uno de los candidatos al mejor golpe en la historia del boxeo, decidió la pelea. Tuvo una pelea de revancha al año siguiente pero esta vez fue noqueado en el primer asalto. Fue su última pelea ya que se retiró y no volvió a los cuadrilateros. Ya retirado siguió en el mundo del boxeo como juez, comentarista y dirigente. Murió en Nueva Jersey en 1994.
| Predecesor: Ezzard Charles | Campeón del mundo de los pesos pesados 1951–1952 | Sucesor: Rocky Marciano |

- Datos: Q560461
- Multimedia: Jersey Joe Walcott / Q560461